# La sabbiera
La sabbiera (The Sandbox) è un'opera teatrale del drammaturgo statunitense Edward Albee, debuttata a New York nel 1960.

## Trama
In una giornata soleggiata il Giovanotto fa ginnastica callistenica vicino alla sabbiera della spiaggia. Mammina e Paparino hanno portato Nonna in spiaggia e la mettono nella sabbiera. Mammina e Paparino si siedono lì vicino e ascoltano il Musicista suonare le canzoni che i personaggi gli richiedono. Il Giovanotto - che fa ginnastica per l'intera durata del pezzo - accoglie gentilmente tutti i nuovi arrivati, con un sorriso e un saluto. Mammina e Paparino si dimenticano di Nonna e la donna smette di comportarsi in modo infantile e comincia a parlare coerentemente; il Giovanotto parla con lei e all'anziana signora piace che le si parli con rispetto invece che con supponenza.
La Nonna smette un momento di parlare con Giovanotto e ricorda a qualcuno fuori scena che ormai dovrebbe essere notte, le luci cambiano e spunta la luna. Mammina e Paparino sento dei rumori: all'inizio pensano che possano essere tuoni lontani, ma poi si rende conto che sono soltanto dei suoni da dietro le quinte. Mammina capisce che Nonna sta morendo e va a piangere vicino alla  sabbiera, dove Nonna è sepolta fino alla vita. Paparino e Mammina si congedano da lei e Nonna li prende in giro per le loro manifestazioni di lutto; il Giovanotto allora smette di fare ginnastica e si avvicina a lei. Il ragazzo rivela di essere l'Angelo della Morte e dice a Nonna di essere venuto per lei. Anche se recita come un dilettante, Nonna è felice di sentirlo, chiude gli occhi e sorride.

## Produzioni
La prima del dramma ebbe luogo alla Jazz Gallery il 15 aprile 1960.
Una nuova produzione andò in scena al Cherry Lane Theatre dell'Off Broadway nel febbraio 1962, in repertorio con altre opere di Albee sul tema del teatro dell'assurdo.
Altre produzioni sono andate in scena al Dallas Theatre Center (1963), al Los Angeles Theatre Company (1967), Cherry Lane Theatre di New York (1994) e Signature Theatre Company di New York (2016).
Nel 1970 Einaudi pubblicò La sabbiera in una collezioni di opere di Albee, insieme a Storia dello zoo, La morte di Bessie Smith, Il sogno americano, Chi ha paura di Virginia Woolf?, Piccola Alice e Un equilibrio delicato.